# بویویس د لا میتاثیون
بویویس د لا میتاثیون (به اسپانیایی: Bollullos de la Mitación) یک دهستان در اسپانیا است که در استان سبیا واقع شده‌است. بویویس د لا میتاثیون ۶۳ کیلومتر مربع مساحت و ۷٬۰۸۴ نفر جمعیت دارد و ۸۶ متر بالاتر از سطح دریا واقع شده‌است.